# Leila
A Leila arab és héber női névből származik (arabul: ليلى – Laylā, héberül: לילה – Laylah magyarosan Lajla), jelentése este, éjszaka, átvitt értelemben sötét, sötét hajú.

## Rokon nevek
- Lejla:[1] a név magyar kiejtés szerinti változata.[3]

## Gyakorisága
Az 1990-es években a Leila és a Lejla igen ritka volt, a 2000-es években nem szerepelnek a 100 leggyakoribb női név között, kivéve 2008-at, amikor a Leila a 98. leggyakoribb női név volt.

## Névnapok
Leila, Lejla
- február 13.[3]
- június 21.[3]

## Híres Leilák, Lejlák
- Gyenesei Leila magyar öttusázó
- Polák Leila magyar karatéka
- Rásonyi Leila magyar hegedűművész
- Leila K marokkói származású svéd eurodance énekes, rapper